# Plectopeltis egenula
Plectopeltis egenula är en svampart som beskrevs av Syd. 1927. Plectopeltis egenula ingår i släktet Plectopeltis, divisionen sporsäcksvampar och riket svampar.   Inga underarter finns listade i Catalogue of Life.